# 엑시터 대학교
엑서터 대학교(University of Exeter)는 영국 잉글랜드 서남부 데번주의 엑서터에 위치한 명문 종합 연구 대학교이다. 영국 엘리트 대학 그룹인 러셀그룹에 속하는 명문대학으로 사립학교 출신 비율이 높다.
특히 인문학과 사회과학 분야에서 뛰어난 연구성과를 자랑하며 영문학과 드라마, 정치학, 국제관계학, 스포츠 과학 등의 과목들은 영국 내 최상위권에 속한다.
백인 학생 수가 전체의 90%의 비중을 차지하며 러셀 그룹 대학교 중 벨파스트 (95%) 다음으로 백인 학생 수가 많고 2019년 기준 34.1%에 달하는 학생이 사립학교 출신으로 구성되어 있으며 이는 영국의 사회 계급 특성상 귀족 집안 학생들이 많다는 것으로 해석된다.
2013년 선데이 타임즈 올해의 대학교로 선정되었으며 2007년 타임즈 고등교육(Times Higher Education) 올해의 대학교로 선정되기도 하였다. 2011년부터 신입생 에이레벨(A-level) 점수가 급격히 높아지며 학생들의 입학 선호도가 크게 상승하고 있으며 영국 주요 대학 순위 선정기관 3곳에서 모두 10위권 내에 기록된 몇 안 되는 8개 대학 중 하나이다. 영국 대학들 중 첫 번째로 A* 점수를 학부 과정 기본 입학요건으로 제안한 그룹에 속한다.
2018년 기준, 오퍼 부여율(offer rate)은 87.6%로 타 러셀그룹 대학 대비 상당히 높은 편에 속하나 이는 상대적으로 불리한 지리적 요건에 기인한다. 최대한 많은 학생들에게 높은 기준의 오퍼를 주는 것으로 유명하나 실제 합격률(acceptance rate)은 17.2%에 불과하다.
문리대학, 생명과학대학, 공학·수학·물리학대학, 경영대학, 지리학대학, 인문·사회과학대학, 법과대학, 페닌슐라의과대학(Peninsula Medical School), 심리대학, 스포츠·보건대학 등으로 구성되어 있다.

## 라이덴랭킹
출판물의 통계적 분석으로 세계적 명성을 얻은 네덜란드 라이덴랭킹(Leiden Ranking)에 따르면 2018년 엑서터 대학교의 출판물 수는 3,207건 밖에 되지 않았지만 그중 17.2%가 넘는 출판물이 분야 탑 10% 안에 들며 우수한 연구성과 퀄리티의 비율이 높은 학교 세계 24위에 위치했다.

## 역사
1851년 엑서터 북부에서 열린 박람회를 계기로 1855년에 세워진 예술대학으로 출발하였다. 엑서터 예술학교(Exeter School of Art)는 1893년 케임브리지 대학교의 지원을 받아 ‘엑서터 기술·확장 대학(Exeter Technical and University Extension College)’으로 발전했다. 1900년 ‘로열 앨버트 메모리얼대학’, 1922년 ‘잉글랜드 사우스웨스트 유니버시티칼리지’로 개칭하였다. 1955년 왕실의 칙허장을 받아 종합대학으로 승격했으며 현재의 '엑서터 대학교'라는 교명으로 바뀌었다. 1978년 성 누가 대학(St Luke's College of Education)과 합병했다.

## 캠퍼스
스트래탬(메인), 샌룩스, 페린 총 세 개의 캠퍼스를 가지고 있다.
스트래탬 캠퍼스(본교)
2000년대 초반 약 2억3,500만 파운드에 달하는 투자를 받았다. 홀란드 홀이라는 대학 부총장의 이름을 따 홀란드 홀이라는 기숙사와 여러 학생 기숙사들이 지어졌다. 학생회 건물인 길드 빌딩과 전문 테니스 선수급 테니스장을 포함한 새로운 스포츠 설비들이 이때 지어졌다.
샌룩스 캠퍼스
스트래탬 캠퍼스에서 약 1마일 정도 떨어져 있다. 엑서터 도심에서 도보로 약 10분 거리에 위치하고 있다.
페린 캠퍼스
콘월 페린에 위치하고 있다. 세계적 명성을 가진 캠본 광산 학교가 위치하고 있다.

## 대학 및 개설 학과
| 인문대학 - 고고학 - 클래식과 고전역사 - 드라마 - 영문학 - 영화학 - 역사 - 현대언어 - 신학 | 사회과학 및 국제대학 - 법학 - 정치학 - 사회학, 철학, 인류학 - 교육학 - 아랍 및 이슬람학 | 생명과 환경 과학 - 생명과학 - 지리학 - 심리학 - 운동, 건강 과학 | 공학, 수학, 물리 과학 대학 - 광산학 - 공학 - 수학, 컴퓨터 과학 - 물리학 - 천문학 | 비즈니스 스쿨 - 리더십 - 회계학 - 경제학 - 경영학 | 의대 - 약대 - 메디컬 이미징 - 메디컬 과학 |

## 학업

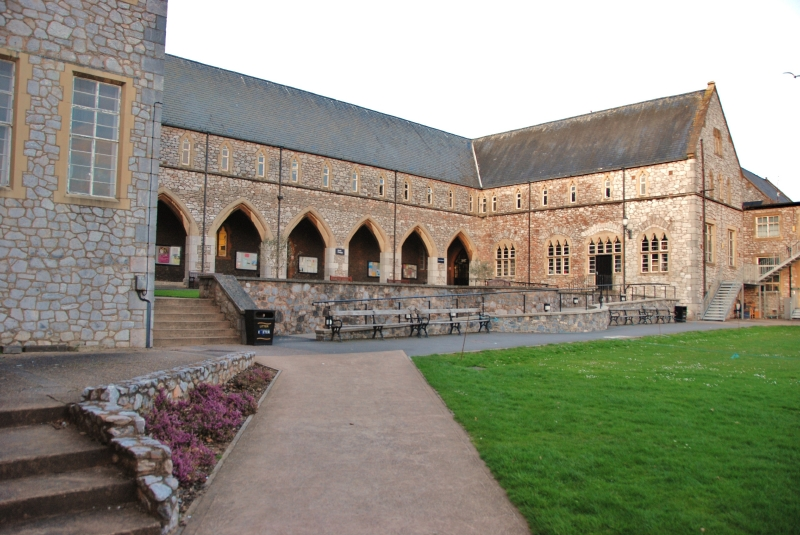
St. Luke's Campus

### 입학
2012년 기준 경쟁률(acceptance rate)은 14% 로 입학이 무척 까다로운 편이다. 2017년 41,000명의 학생이 지원했고 6,065명의 학생이 입학했다. 절반이 넘는 학생이 에이레벨 AAA 이상의 점수로 입학한다. 런던정경대의 입학 기준에 따르면 에이레벨의 AAA 성적은 미국의 AP 다섯 과목 5점과 동일하다.

### 리서치

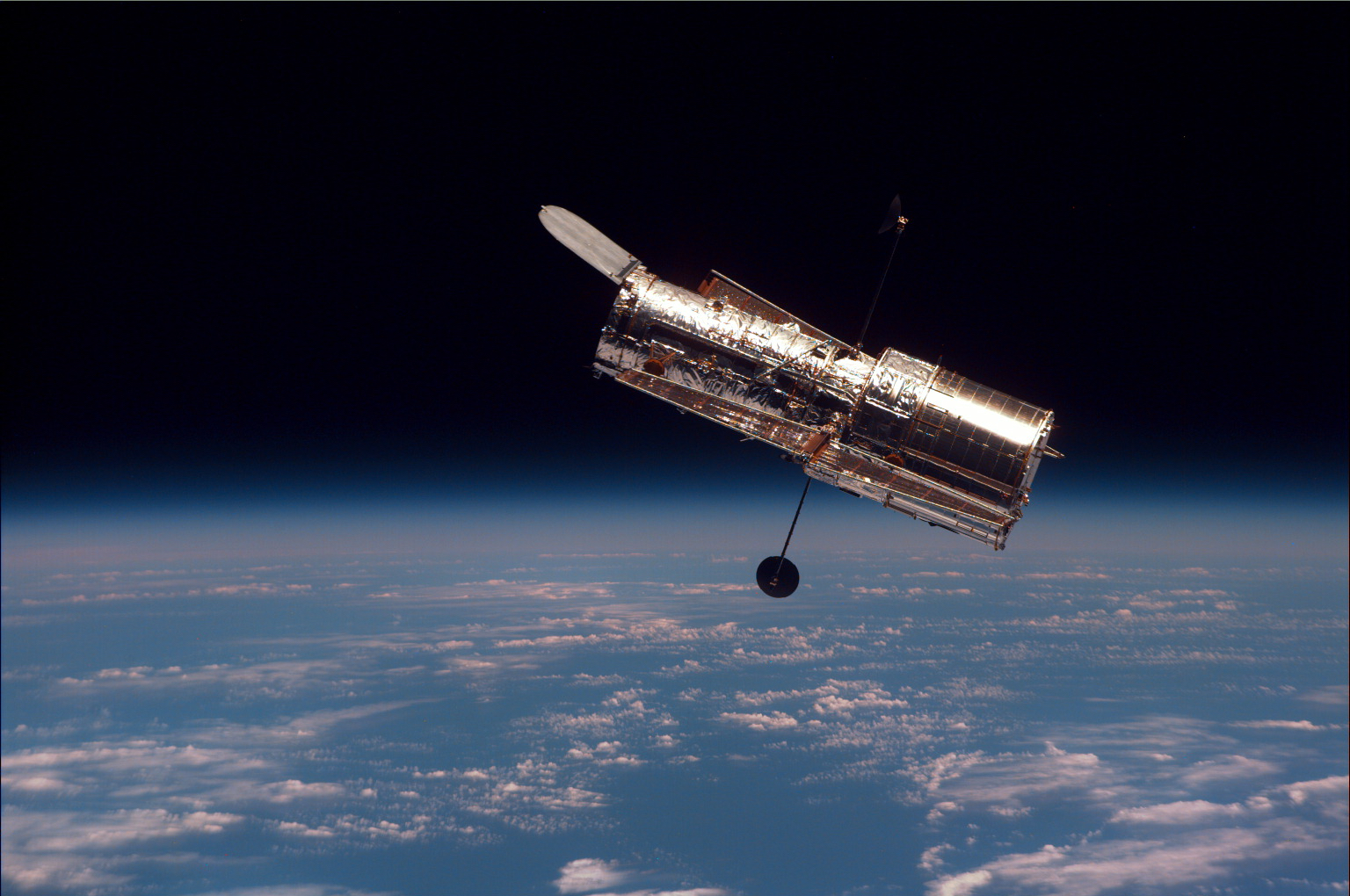
Extrasolar planetary research using the Hubble Space Telescope

약 70개의 리서치 센터를 보유하고 있다. 2016/17년 7천만 파운드의 리서치 수입을 거두었다.
엑서터는 여러 학문 분야가 관련된 주제에 중점을 둔다. 특히 리서치 강세를 보이는 분야는 다음과 같다:
- 기후변화
- 외계 행성학
- 게놈학
- 생태학
- 보존 생물학
- 이슬람학
- 중동학
- 이주학

2014년  REF(Research Excellence Framework)에서 98 %의 리서치가 국제적 수준으로 평가되었으며, 결과적으로 리서치 연구에 380 만 파운드가 추가로 수여되었다. 이는 영국 대학 중 세 번째로 높은 증원이다.

### 순위
2015/2016 타임즈 고등교육(Times Higher Education) 세계 대학교 랭킹에서 93위에 위치했으며 전 세계 500개 주요 대학을 평가하는 라이덴 랭킹(Leiden Rankings)에서 2015년 기준으로 세계 34위를 기록했다. 영국 내 대학 순위로는 타임즈(Times)와 선데이 타임즈(Sunday Times) 영국 내 대학 평가에서 2016년 기준 7위를 기록하고 있다.
THE 세계대학 순위에서 2015년 인문학 65위, 2016년 사회과학 분야 81위에 위치했고 2018년 QS 세계대학 순위에서 지질학 세계 11위, 심리학 32위를 차지했다.

## 취업

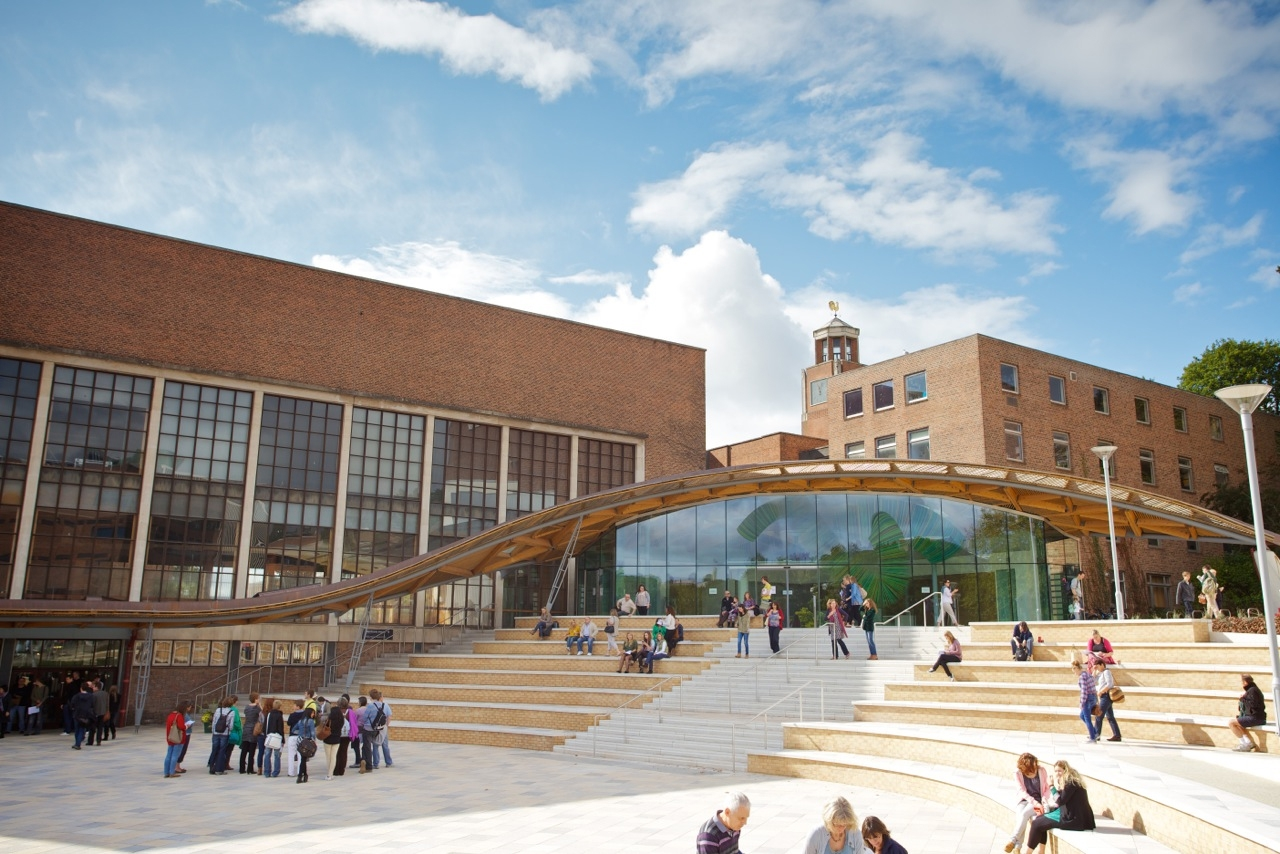
University of Exeter Piazza

엑서터의 비즈니스 스쿨이 특히 강세를 보이며 금융권의 타겟 대학으로 부각을 나타내는 중이다. 2017년 엑서터 졸업생이 제이피모건 런던 지사 애널리스트 클래스 비중의 4% 차지하며 전체 7위를 기록했고 케임브리지와 동일하게 골드만삭스 클래스 비중의 3%를 차지하며 10위를 기록했다. 계속해서 신입생들의 입학 점수가 높아지며 취업시장에서도 꾸준히 상승세를 보이고 있다.
KPMG, EY, PwC, 딜로이트 4대 회계법인의 타겟스쿨이기도 하다.

## 학생 생활

### 길드 학생회
220개가 넘는 동아리가 있다. 브랙튼로 법 동아리는 1965년 설립되었으며 학교 내에서 가장 큰 규모를 자랑한다. 2016년 1,040명이 넘는 회원을 보유했다.
국제학생회(ISC)
약 5천 명의 국제학생들이 소속되어 있는 학생회이다.

### 스포츠

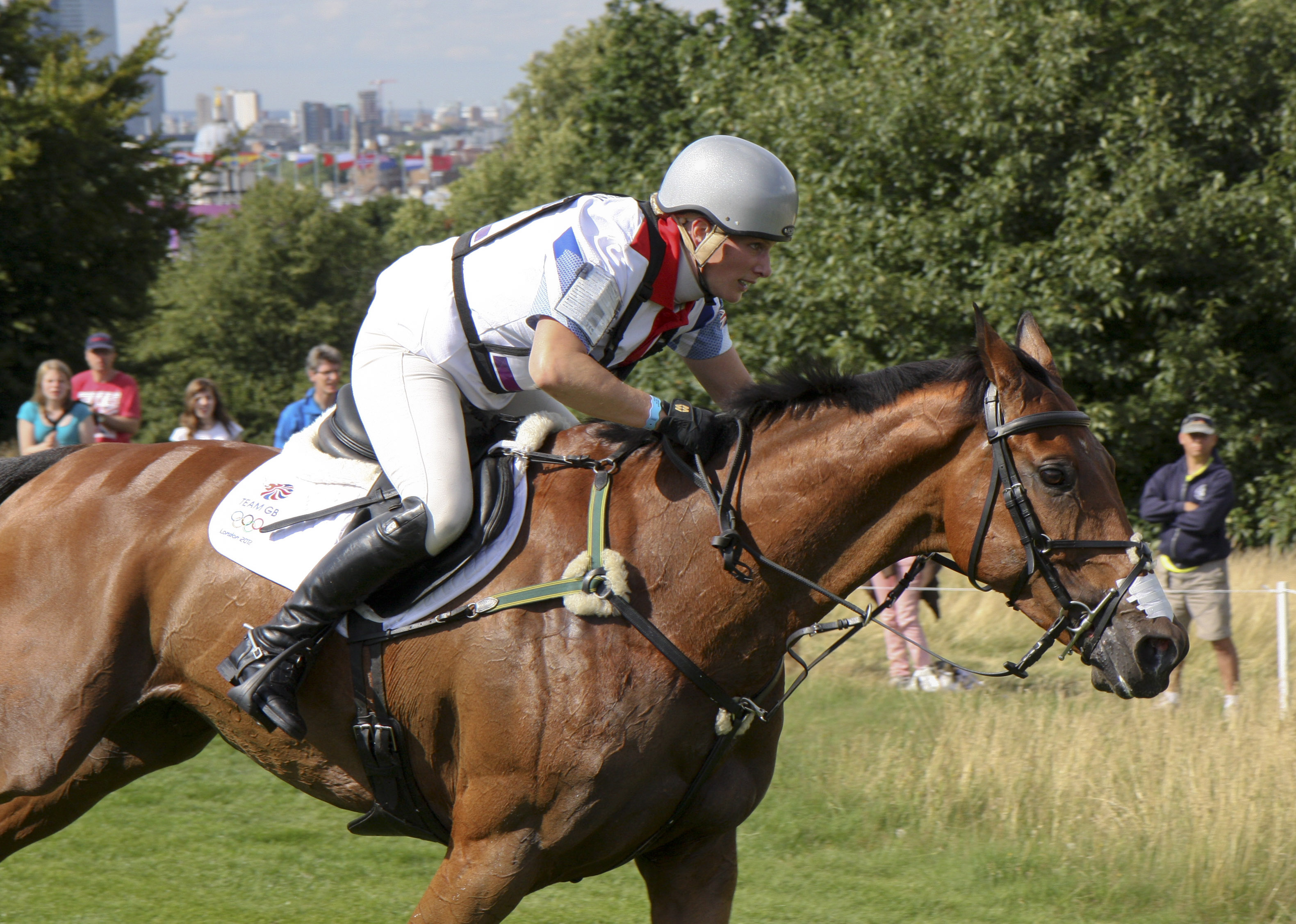
Zara Phillips at Olympic Cross-country Greenwich 2012

2015/16 타임즈와 선데이 타임즈 올해의 스포츠 대학 선정, 2018-2019 2년 연속 영국 내 스포츠과학과에서 1위를 기록하고 영국 대학리그 BUCS에서 2461.5 포인트를 받으며 스포츠에서 대단한 두각을 보이고 있다. 특히 남자 럭비팀은 러프버러와 더럼대학교 럭비팀을 비롯해 세계 최고 수준이다.
학생 자치 운동 조합 AU(Atheletic Union)은 50개의 스포츠 클럽을 운영하고 총 5천 명의 회원을 보유하고 있다. 추가적으로 3천 명의 학생들이 취미활동으로 스포츠 활동을 한다.
2019년 QS 세계대학 순위 스포츠 관련 과목은 전 세계 12위다.

### 도서관
24시간 운영되는 스트랫햄 캠퍼스 도서관에 약 120만 부가 넘는 도서 자료를 소장하고 있다.

## 동문
대한민국의 경찰학자이자 정치인 표창원, 터키의 압둘라 굴대통령, 해리 포터 시리즈의 저자 J.K. 롤링, 영국 녹색당 국회의원 캐롤라인 루카스, 록 밴드 그룹 라디오헤드의 톰 요크 등이 이 대학 출신이다. 또한 스페인 국왕 후안 카를로스 1세의 장손녀 루고 여공작 엘레나, 영국 엘리자베스 2세 여왕의 손자, 손녀 피터 필립스, 자라 필립스 등의 왕족 출신 졸업자들을 배출하기도 하였다.

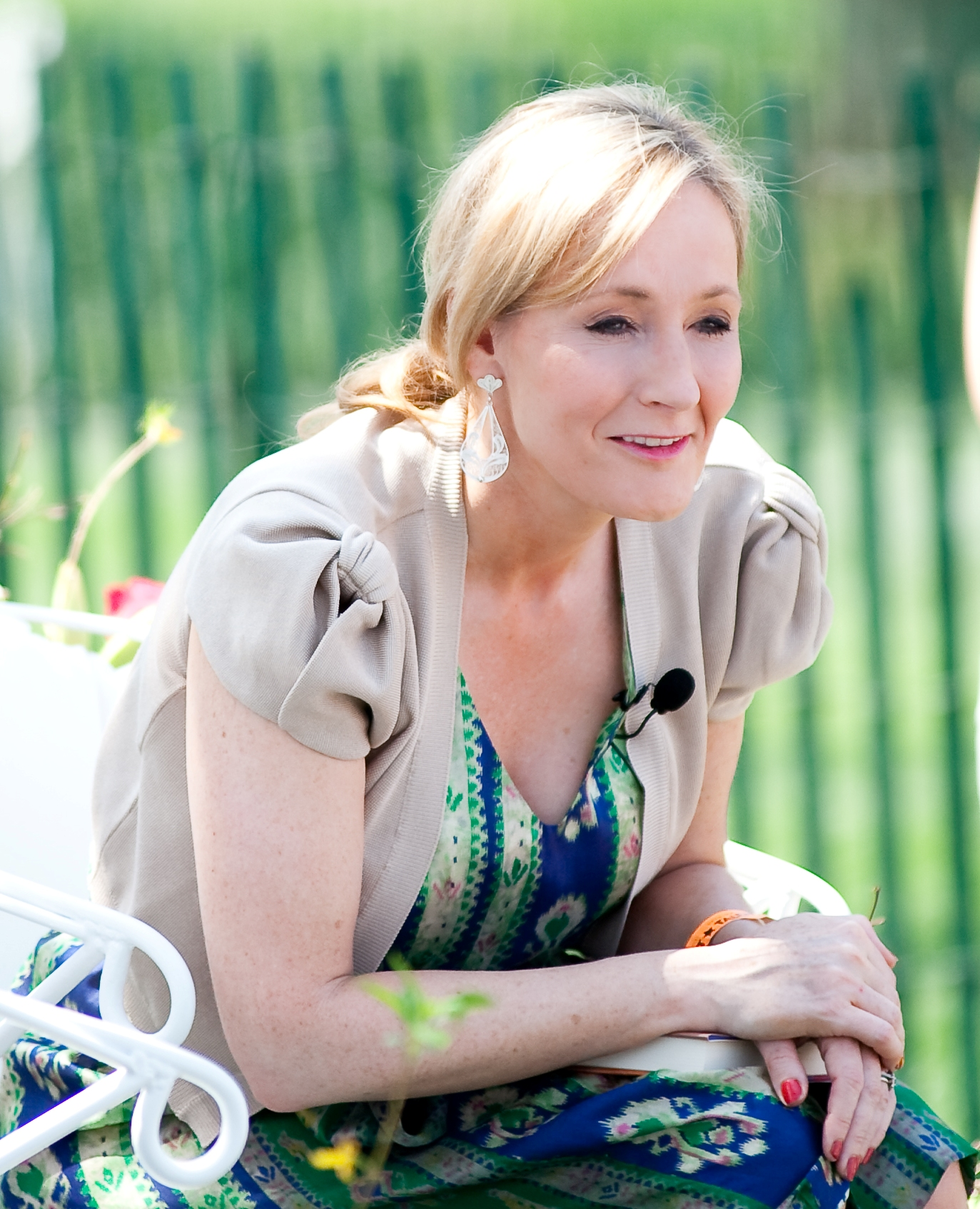
J.K. 롤링, 해리 포터 시리즈 저자
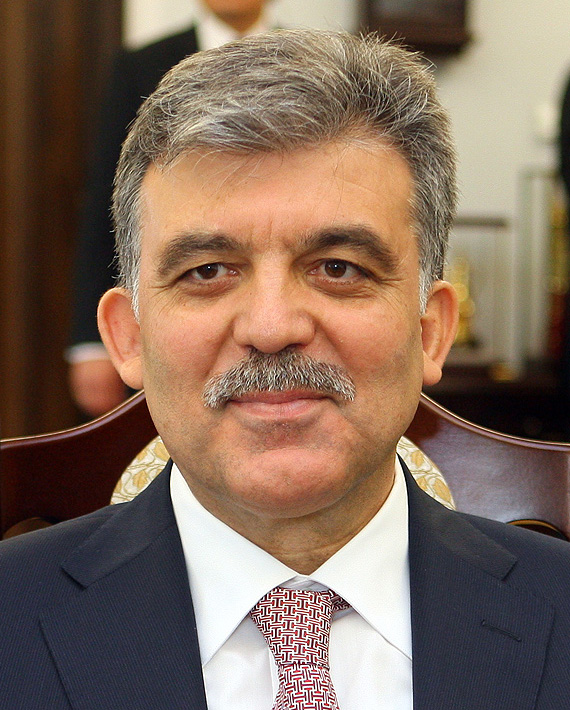
압둘라 굴, 터키 11대 대통령
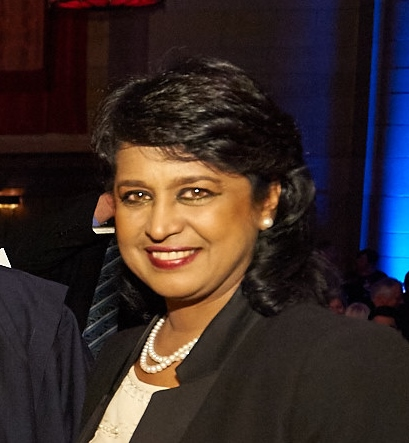
Ameenah Gurib, 모리셔스 6대 대통령
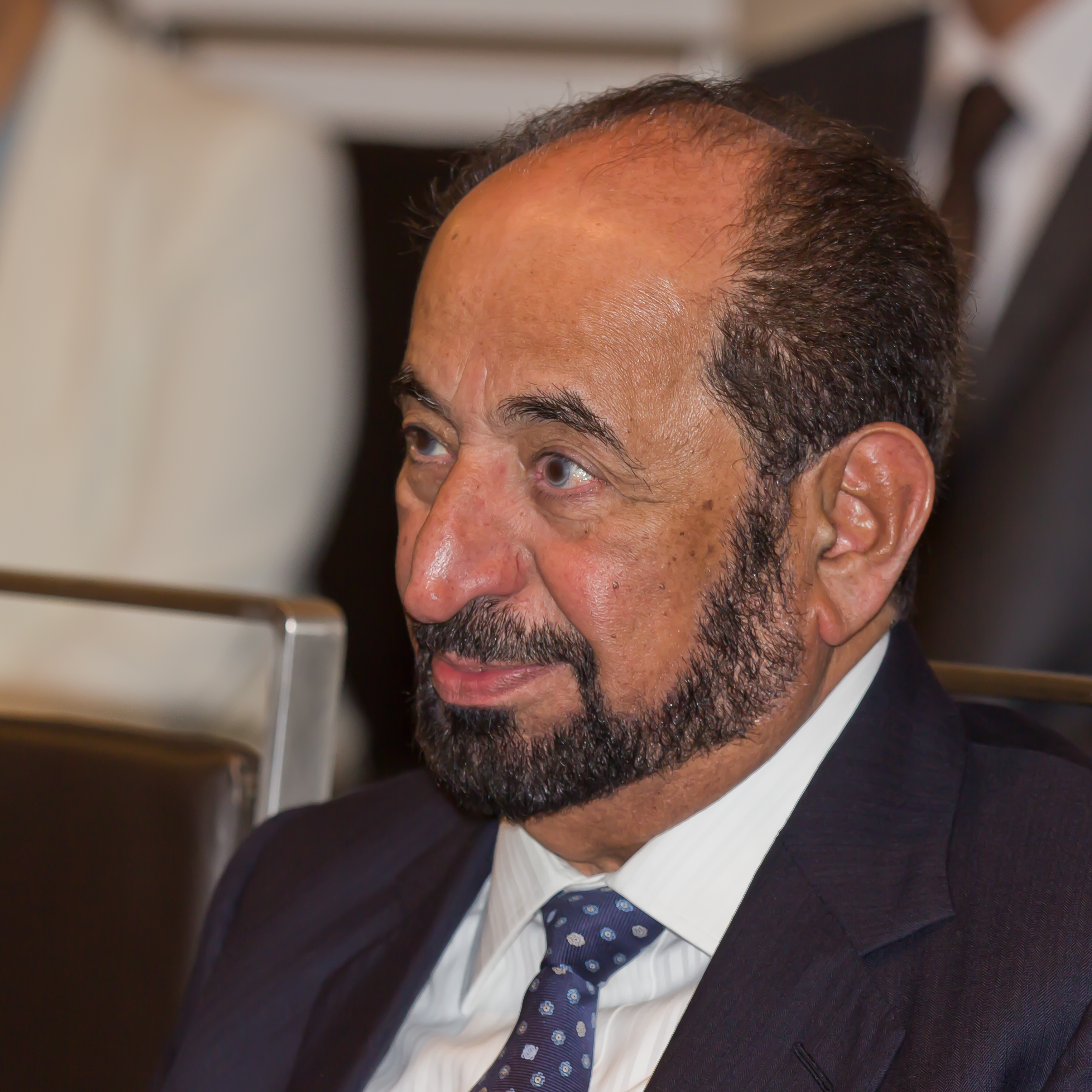
Sultan bin Muhammad Al-Qasimi, ruler of the Emirate of Sharjah
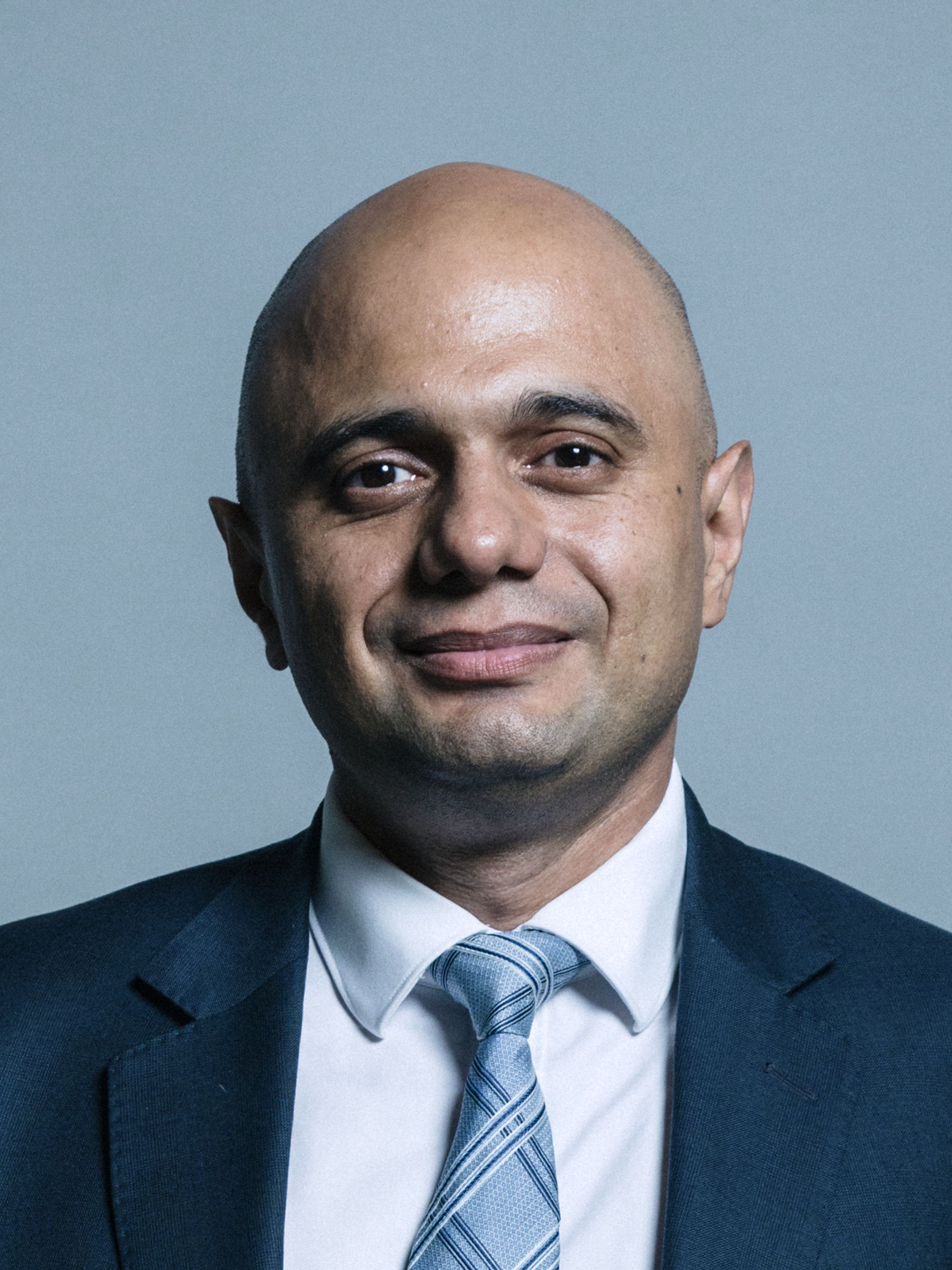
Sajid Javid, 영국 내무 장관
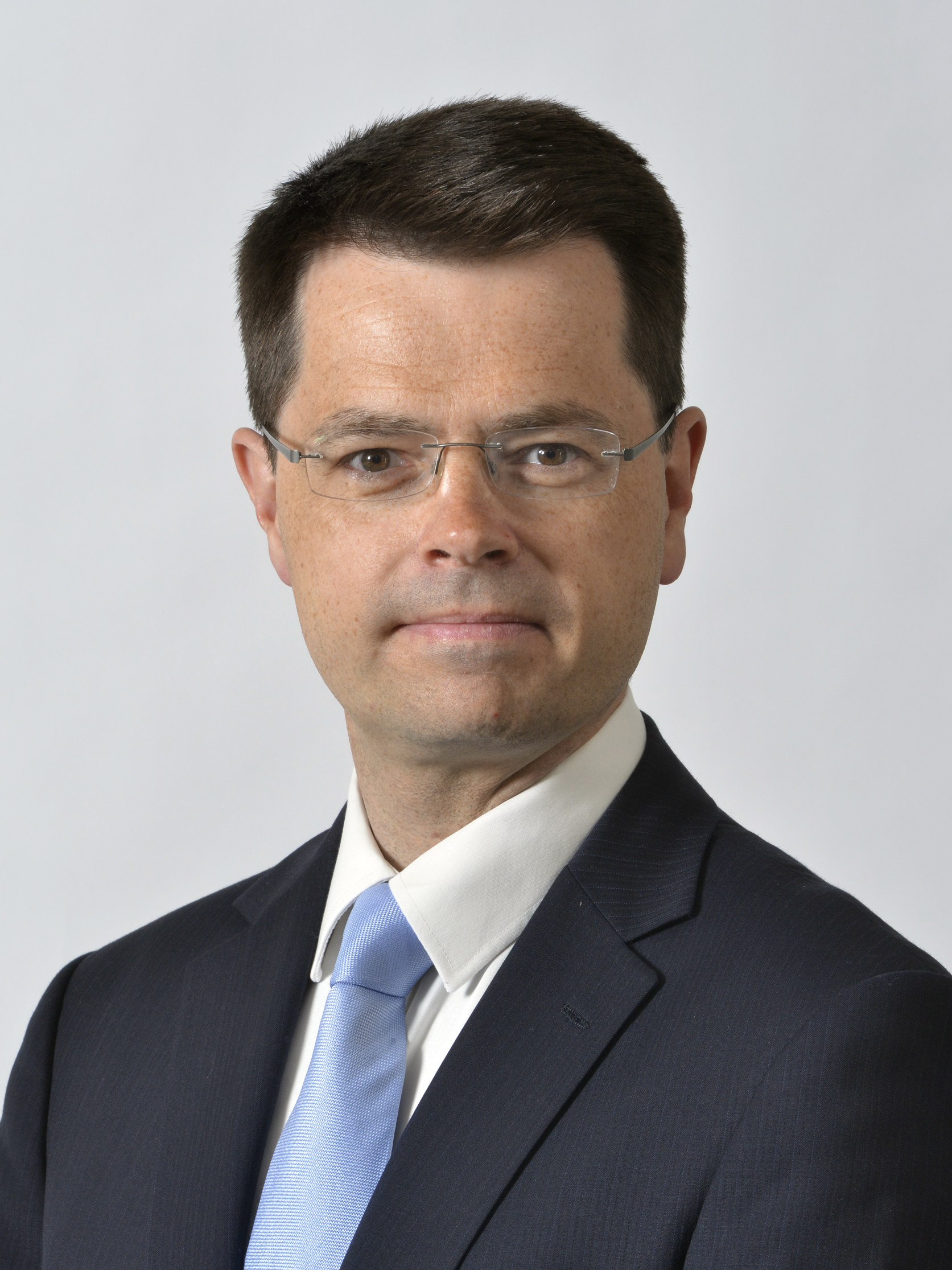
James Brokenshire, 영국 국무 장관
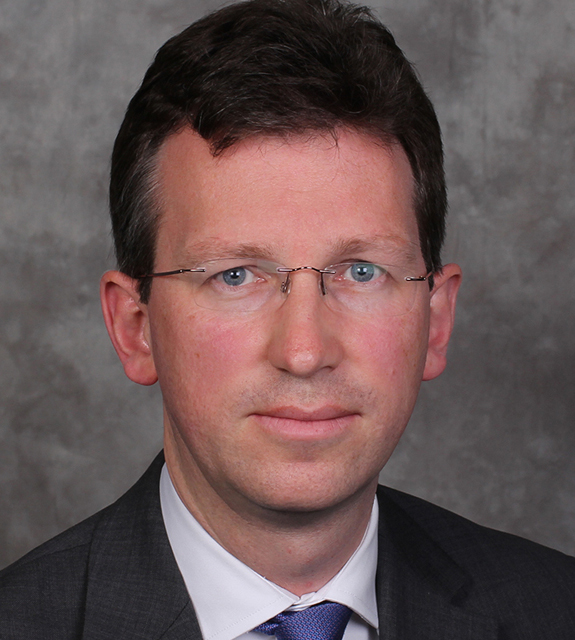
Jeremy Wright QC, 영국 문화 장관
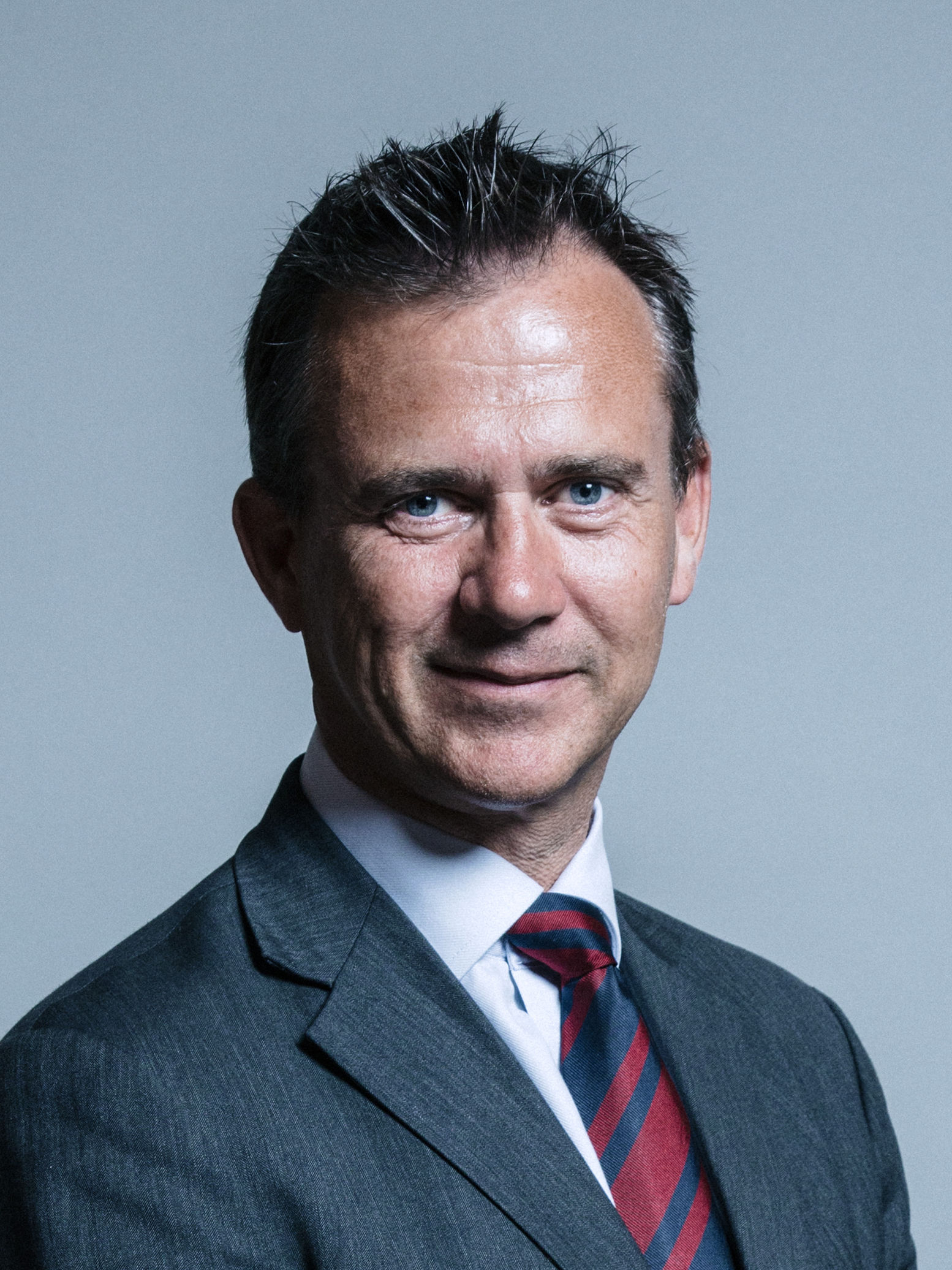
Mark Lancaster, 영국군 장관
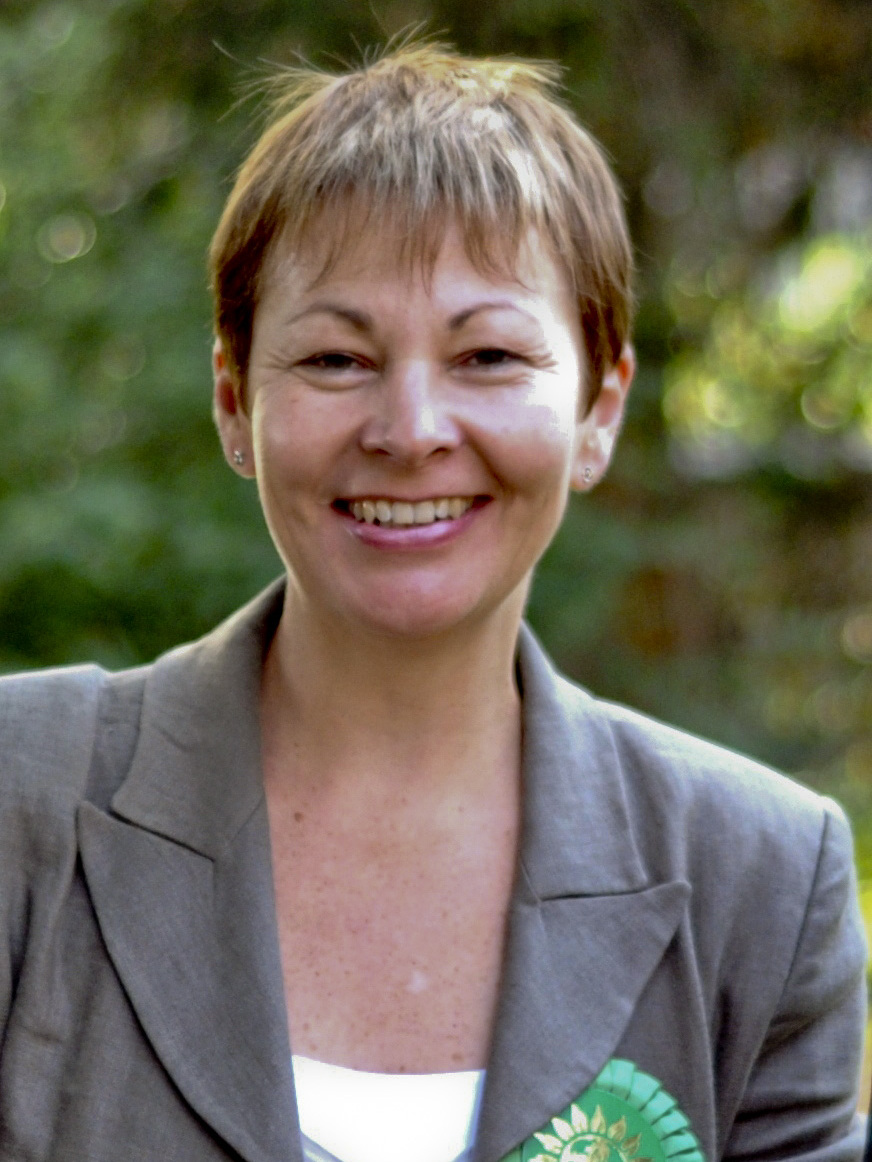
캐롤라인 루카스, 하원 의원
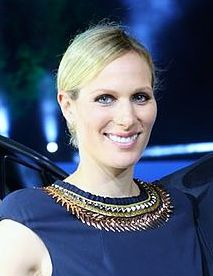
자라 필립스, 올림픽 메달리스트, 영국 왕실

## 같이 보기
- 영국의 대학 목록